# فندق دار التقوى
فندق دار التقوى هو أحد فنادق المدينة المنورة، تم انشائه سنة 1997 مع بداية إنشاء مشروع تطوير منطقة الحرم النبوي ويتمتع فندق دار التقوى بأحد أكثر المواقع تميزاً في المدينة المنورة فهو يبعد خطوات قليلة من المسجد النبوي الشريف كما يقع في قلب منطقة وسط المدينة وعلى بعد 15 دقيقة من المطار. ويضم الفندق 194 غرفةً و24 جناحاً، يقع الفندق امام الحرم النبوي مباشرة، مقابل باب دخول النساء واقرب باب للرجال هو باب الملك فهد وهو في الجهة الشمالية للحرم، أي انه عكس اتجاه القبلة أي انك إذا كنت تريد الذهاب إلى الروضة أو قبر الرسول صلى الله عليه وسلم عليك عبور الحرم كاملا..
وهذه المنطقة هي أفضل منطقة حول الحرم من ناحية التطوير والترتيب.

## وصلات خارجية
- الموقع الرسمي للفندق.